# Lampsinsaari
Lampsinsaari är en ö i Finland. Den ligger i sjön Onkivesi och i kommunen Kuopio i den ekonomiska regionen  Kuopio ekonomiska region  och landskapet Norra Savolax, i den centrala delen av landet, 400 km norr om huvudstaden Helsingfors. Öns area är 38,9 hektar och dess största längd är 1,1 kilometer i sydöst-nordvästlig riktning.